# Bruyères-sur-Oise
Bruyères-sur-Oise egy község Franciaországban. Lakosainak száma 4907 fő (2022. január 1.).

## Földrajza
Bruyères-sur-Oise Morangles, Boran-sur-Oise, Asnières-sur-Oise, Beaumont-sur-Oise, Bernes-sur-Oise és Noisy-sur-Oise községekkel határos.